# Distictus tibialis
Distictus tibialis är en stekelart som först beskrevs av Brulle 1846.  Distictus tibialis ingår i släktet Distictus och familjen brokparasitsteklar. Inga underarter finns listade i Catalogue of Life.